# Hugo Luther
Hugo Luther (Wolfenbüttel, 18 de novembro de 1849 – Goslar, 30 de junho de 1901) foi um engenheiro e industrial alemão.
Estudou engenharia mecânica de 1869 a 1873 no Instituto Federal de Tecnologia de Zurique e na Universidade Técnica de Munique.